# Albero della vita

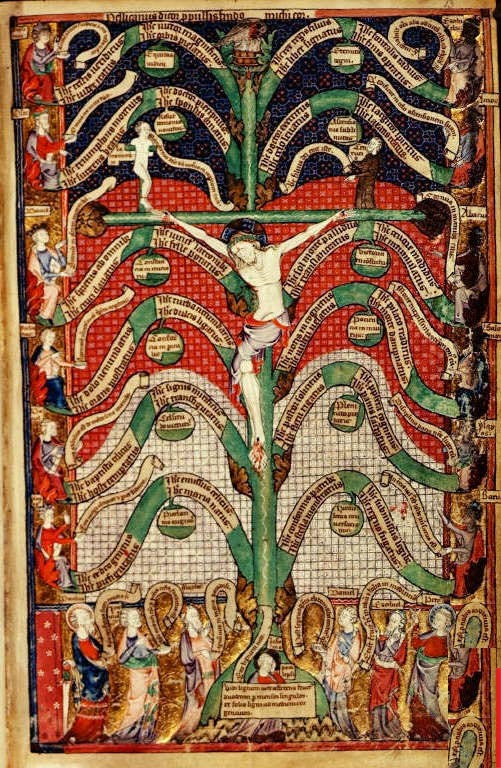
Raffigurazione trecentesca dell'albero della vita

L'albero della vita è un elemento simbolico o un motivo iconografico ricorrente in svariate religioni, mitologie, filosofie e culture, ognuna delle quali gli attribuisce significati magici e mistici perlopiù diversi. Alcuni esempi sono: l'albero del mondo dei popoli indo-europei, il misterioso albero sacro degli assiri e l'albero della vita della Cabala. Anche l'albero di Jesse è talvolta considerato un albero della vita.
Il nome di "albero della vita" è preso dall'omonimo albero biblico, che rappresenta l'opportunità offerta da Dio all'uomo di condividere la vita eterna.

## Nella Bibbia

### Antico Testamento
L'albero della conoscenza del bene e del male, che connette il Cielo con l'Oltretomba, così come l'albero della vita, che collega tutte le forme della creazione, sono parte dell'Albero del mondo secondo l'Enciclopedia Britannica e sono considerati lo stesso albero da varie religioni e filosofie..

### Nuovo Testamento
L'albero della vita dell'Antico Testamento è richiamato nell' Apocalisse di Giovanni:
(Apocalisse, 22,2)
(Apocalisse, 23:20)
L'ultimo capitolo si conclude con il riferimento all'"albero della vita e della Città Santa", promesso in partecipazione ai credenti in Cristo Gesù come salario delle loro opere, purché nulla abbiano tolto o aggiunto alle parole profetiche dell'apostolo ed evangelista. 

Gli ultimi versi sono l'invocazione al Signore Gesù, equivalente all'aramaico Maràn atha.
Secondo san Giovanni l'albero della Vita è come il ciclo cosmologico dei dodici segni dello zodiaco, e porta ogni mese frutti differenti e foglie che hanno il potere di curare. Queste servono a guarire tutte le nazioni, sia sotto l'aspetto fisico che spirituale. L'immortalità viene dal frutto dell'albero della vita. Secondo il filosofo René Guénon i suoi frutti sono dodici “soli”, il sole verrebbe a posarsi sull'albero al termine di un ciclo produttivo.

## Nella filosofia
Il simbolo dell'albero può rappresentare il principio ermetico fondamentale "come in alto così in basso", proprio per il profondo legame fra radici e chiome:
- le radici: rendono l'albero della vita solido e stabile perché sono profonde e tenaci;
- il tronco: non è né troppo grande né troppo esile, ed è il collegamento tra il cielo e la terra;
- la chioma: rami che danno verso il cielo, frutti di diverso tipo e foglie rigogliose.

## Nell' arte
L'albero della vita appare spesso nell'arte e nell'iconografia. L'albero della vita viene spesso menzionato nella cultura di massa come confermano vari titoli di romanzi e film. Notevoli rappresentazioni iconografiche sono quelle sul mosaico di Otranto, nel catino absidale della Basilica di San Clemente al Laterano a Roma, nella Basilica di Santa Croce a Firenze (Albero della Vita, Ultima cena e storie sacre) e nella Basilica di Santa Maria Maggiore a Bergamo.

## Nella biologia
Dall'albero della vita prende il nome la pianta di arborvitae, meglio nota come thuja. Gli antichi anatomici utilizzavano la stessa espressione per indicare la sostanza bianca del cervelletto.